# 군주제 청년 연합
군주제 청년 연합(포르투갈어: União da Juventude Monarquista, 영어: Monarchist Youth Union)은 2024년 5월 18일에 설립된 브라질 조직이다. UJM은 브라질 과 세계 다른 나라의 군주제 복원을 옹호하며 좌파 와 우파의 요소를 결합한 혼합 이념을 장려한다.
주요 목표는 황제 또는 황후라는 칭호를 갖는 국가 원수가 어머니에서 아들 또는 딸에게 이어지는 왕조 계승을 통해 선택되는 세습 의회 입헌 군주제를 구현하는 것이다.
이 조직에 참여하는 많은 사람들은 군주제가 브라질을 위한 최선의 해결책이며 군주제가 새로운 왕실과 함께 돌아올 것이라고 믿고 있으며, 다른 사람들은 페드로 2세의 후손이 포함될 것이라고 생각한다. 또한 젊은이들을 격려하는 조직이지 전투적인 운동은 아니다. 포르투갈어로는 "União da Juventude Monarquista"이라고 불린다.

## 역사
군주제 청년 연합은 공화주의 체제에 대한 불만이 커지고 브라질에서 정치적 위기가 반복되는 상황에서 등장했다. 젊은 활동가와 지식인 그룹에 의해 설립된 UJM은 군주제의 안정성과 전통을 현대 민주주의 원칙과 결합하려는 거버넌스 모델을 제안한다. 조직의 약어는 UJM이다. 조직의 많은 사람들은 우파 이데올로기에 속하고 다른 사람들은 좌파에 속하며 좌파는 사회주의 군주제를 생각한다.

## 관념론
UJM은 국가 원수가 세습 군주이고 일상 정부는 의회 에서 선출된 총리 가 이끄는 정부 시스템을 옹호한다. 이 의회는 국민투표에 의해 선출되어 입법권 과 행정권이 국민의 의지를 반영하도록 하며, 군주는 국가의 통합과 연속성을 대표하는 의례적, 상징적 기능을 수행한다. UJM 제안의 독특한 특징은 평등주의적인 왕조 계승 으로, 성차별 없이 왕좌가 어머니에서 아들이나 딸에게 물려지는 것이다. 이 모델은 평등과 정의라는 현대적 가치를 반영하여 군주제 내에서 성평등을 촉진하는 것을 목표로 한다.
군주제 청년 연합은 좌파와 우파 이데올로기의 요소를 통합함으로써 고유한 위치를 차지하고 있다. 경제 분야에서 UJM은 경제 발전 과 사회 정의를 모두 촉진하는 정책을 지원한다. 그들은 불평등을 줄이기 위한 강력한 사회 복지 시스템을 통해 규제된 시장 경제를 옹호한다. 사회적 측면에서 UJM은 성별, 성적 지향, 인종 또는 종교에 관계없이 모든 시민의 평등한 권리를 지지하는 진보적인 가치에 부합한다. 동시에 브라질 문화와 역사를 보호하면서 전통적, 국가적 가치를 보존한다. UJM이 제안한 모델에 따르면 의회는 국민이 직접 선출하는 하원과 다양한 사회 부문 및 지역의 대표를 포함할 수 있는 상원으로 구성된 양원제이다. 총리는 의회에서 선출되며 정부 구성과 공공 정책 관리를 담당한다. 황제나 황후의 역할은 주로 의례적인 역할을 하며 연속성과 안정성의 상징으로 작용한다. 군주는 국제 행사와 공식 행사에서 국가를 대표하는 것 외에도 법률을 승인하고 의회를 소집할 권한을 갖게 된다.